# .45 Colt
La .45 Colt è una cartuccia metallica a percussione centrale usata in rivoltelle e, più raramente, in fucili o carabine, soprattutto in fucili con azionamento a leva. Essendo stata progettata e messa in commercio nel 1873 è una delle munizioni più antiche tuttora in produzione.

## Storia
La .45 Colt, nell'originaria versione commerciale, fu sviluppata congiuntamente tra la Colt's Patent Firearms Manufacturing Company, di Hartford nel Connecticut, e la Union Metallic Cartridge Company di Bridgeport sempre del Connecticut nel 1873, (dopo una specifica richiesta dei militari) aumentando le dimensioni della cartuccia .44 Colt. La versione prototipale, allestita dalla Colt e presentata per le prove di adozione, aveva dimensioni e prestazioni sovrapponibili a quelle del munizionamento attuale. I militari americani volevano infatti dotarsi di una rivoltella a retrocarica (desiderio del resto comune a quasi tutti gli eserciti di quel periodo) che sparasse una cartuccia con bossolo metallico a percussione centrale e che avesse prestazioni simili o maggiori di quelle di carta ancora ufficialmente in dotazione e usate allora nei revolver ad avancarica del tamburo Colt e Remington. La versione militare di questa cartuccia invece, venne autonomamente progettata (e poi prodotta) dai militari stessi solo dopo l'acquisto della nuova arma, opportunamente dimensionata in questo calibro su loro specifica richiesta.
La .45 Colt è conosciuta anche come ".45 Colt Revolver" e soprattutto come ".45 Long Colt" (anche se non è mai esistita una ".45 Short Colt"), nome che, verosimilmente, nacque commercialmente per distinguerla dalla .45 S&W (detta anche .45 Schofield o .45 US Government), dimensionalmente simile ma leggermente più corta e meno potente.
Il rapido sviluppo delle cartucce metalliche alla fine del decennio 1860, (ormai ritenute nettamente superiori a quelle di carta) il cui banco di prova, per quanto riguarda gli Stati Uniti, fu la Guerra Civile, portò l'Ordnance a sperimentare armi e munizioni di vario tipo (già dagli anni immediatamente successivi al conflitto) scegliendo alla fine il sistema più economico ma dimostratosi assolutamente provvisorio; la conversione a retrocarica dei revolver Colt e Remington e la creazione di una cartuccia dedicata, conosciuta come Martin cartridge, dal nome dell'ideatore del sistema d'innesco (brevettato). Nello stesso periodo lo Army Ordnance acquistò dalla Smith & Wesson un migliaio di revolver in calibro .44, che l'Azienda chiamava nº 3 (successivamente conosciuti come American), per i quali, viste alcune piccole differenze dimensionali, ci volle però una seconda cartuccia, molto simile ma non perfettamente uguale a quella appena citata. I militari si trovarono così nella condizione di avere distribuiti tra i vari reparti (soprattutto di cavalleria) tre revolver e due cartucce differenti, entrambe con innesco Martin. Le confezioni più vecchie che si conoscano di queste cartucce, costruite negli arsenali statali di Frankford e di Springfield, sono dell'aprile del 1871. Queste due cartucce, entrambe a percussione centrale, presero poi, in ambito commerciale, il nome di .44 s&w e di .44 colt. I militari le distinguevano invece per la stampigliatura sulle loro confezioni da 12 pezzi; Colt e Remington da una parte e Smith & Wesson dall'altra. Va ricordato che fino all'aprile del 1869 la Smith & Wesson fu assegnataria di un brevetto (il cui titolare era Rollin White) che le consentì in esclusiva la fabbricazione di revolver con tamburo forato da parte a parte e quindi dell'uso di cartucce caricate dal retro. Questo bloccò di fatto (violazioni a parte, e ve ne furono molte) lo sviluppo di questo tipo di armi e di cartucce e anche la sperimentazione da parte dell'Esercito. Per questo motivo il Presidente Grant, nel 1870, pose il suo veto su una richiesta di estensione del brevetto, chiesta da White, sulla quale le rispettive Commissioni della Camera e del Senato avevano già dato parere favorevole.
Quando, sul finire del 1872, la Colt propose ai militari la propria nuova rivoltella, l'Ordnance pretese che fosse costruita per sparare la cartuccia in calibro .44 usata dai reparti dall'anno prima nei 1000 revolver Smith & Wesson American. L'Ordnance restituì infatti immediatamente la pistola appena arrivata che la Colt aveva stranamente deciso di proporre ai militari (pensando evidentemente di fare cosa gradita) nella cartuccia .44 russian, da poco progettata dalla concorrente Smith & Wesson e ritenuta dalla Compagnia più moderna. E quindi fu proprio con la Martin Cartridge usata nelle rivoltelle Smith & Wesson già in mano alla cavalleria, che la provò (insieme ad altre) fino alla primavera del 1873. Il revolver della Colt spedito per le prove, successivamente conosciuto come Single Action Army, era uno degli unici tre esemplari, tutti in calibro .44, prodotti dalla Fabbrica nell'anno 1872. Il nome con cui la Compagnia chiamava allora questo nuovo revolver a telaio chiuso superiormente (per distinguerlo dai modelli con tamburo ad avancarica con telaio aperto superiormente) era "Army Strap Pistol" e più avanti "Army Pistol". Quest'arma (che fu negli anni successivi il prodotto di punta della Colt per diverso tempo e venne prodotta ininterrottamente fino al 1941) ebbe anche un ottimo successo commerciale, dovuto in buona misura alla sua adozione militare, anche se non eccezionale come vorrebbe l'agiografia western. Nel 1900 ne erano stati prodotti circa 200.000 pezzi, 37.500 dei quali comprati dai militari e da quella che allora si chiamava Milizia, poi Guardia Nazionale. In ambito civile venne denominata Frontier (se in calibro .44-40 Winchester) o Peacemaker se in calibro .45 Colt, e con altri soprannomi altisonanti, dovuti soprattutto all'aggressiva politica commerciale dei rivenditori statunitensi dell'epoca.

## Struttura e progettazione
La sua struttura è del tipo rimmed-straight, cioè con bossolo cilindrico, alla base del quale vi è una flangia sporgente (rim). Nel suo caricamento standard, monta una pallottola flat nose (letteralmente, "naso piatto", cioè con l'apice dell'ogiva appiattita) del peso di circa 250 grani (16 grammi) generalmente in piombo nudo.

## Impiego
A parte l'uso che ne fece la Cavalleria americana nell'ultimo scorcio delle guerre indiane (confinato comunque all'effettivo impiego dell'arma corta), si potrebbe dire che il suo contributo alla conquista del West fu abbastanza limitato, se confrontato con quello di altre armi, ben più diffuse nel mercato (e soprattutto meno costose, in quanto il revolver della Colt alla fine degli anni '70 dell'800 costava mediamente 17 dollari, a seconda del rivenditore). Di fatto, quando questa pistola, con la sua cartuccia, cominciò ad avere una discreta diffusione tra i civili, la "Frontiera" era praticamente già un ricordo e la "questione" indiana era militarmente risolta.
Il documento di adozione della cartuccia porta la data del primo contratto firmato dalla Colt e dall'Esercito USA, 23 luglio 1873, per l'acquisto delle prime 8.000 armi, da distribuire ai soli reparti di cavalleria; si trattava del primo revolver della Colt ad essere espressamente progettato per sparare una cartuccia metallica di grosso calibro a percussione centrale. È interessante notare che nel momento della firma del contratto, e quindi con l'inizio della produzione di serie dell'arma, la cartuccia, di fatto, non esisteva ancora. Nella versione commerciale lo sviluppo avvenne poco dopo, quando la UMC Co. ebbe tra le mani il primo esemplare di revolver e poté dimensionare la munizione sulle quote del tamburo e della canna. Nello stesso periodo, estate 1873, all'Arsenale di Frankford cominciarono a progettare la loro versione, distribuita al reparti d cavalleria solo l'anno dopo. La specifica richiesta dell'Ordnance per il calibro .45 era del 2 giugno 1873. Il 9 giugno il vicepresidente della Colt, W. B. Franklin, comunicò al comandante dell'arsenale di Springfield, J. G. Benton, di aver sparato alcuni colpi con le nuove cartucce calibro .45. La Colt, pur non producendo cartucce, era in grado di costruirsi delle campionature in numero limitato per le prove. Nell'inverno 1872-73 l'Ordnance aveva provato intensivamente la nuova Colt Strap Pistol confrontandola anche con altre armi, tra le quali la S&W "American" in calibro .44 S&W già in uso, senza raggiungere risultati soddisfacenti. Da qui la richiesta di una maggiorazione del calibro. Dopo venticinque anni l'Esercito americano abbandonava quindi il calibro .44 per le proprie pistole, per sostituirlo col .45. È da notare che dalla prima richiesta di maggiorazione del calibro alla firma del contratto erano passati meno di due mesi.
La prima versione adottata dall'Esercito americano, prodotta a Frankford, nell'arsenale di Stato situato nei pressi di Philadelphia e chiamata "Cartridge for Colt's Revolver cal .45", aveva un bossolo in rame, l'innesco centrale interno di tipo "Benet", una palla dal peso di 250 grani e una carica di 30 grani di polvere. Nell'agosto del 1874 ne venne sospesa la produzione e ne fu approntata una seconda versione, conosciuta successivamente, in ambito civile, come .45 Government, o .45 US Government (perché adoperata solo dai militari), del tutto sovrapponibile per dimensioni e prestazioni alla cartuccia .45 S&W (o .45 Schofield) civile. La nuova adozione, prodotta anch'essa a Frankford a partire dall'inizio del 1875, aveva il bossolo più corto (sempre in rame) ed era leggermente depotenziata, (proiettile di 230 grani e carica di 28 grani di polvere). Il nome militare di quest'ultima cartuccia fu Revolver Ball Cartridge Calibre .45. La sostituzione si era resa necessaria per poterla usare anche nel revolver Smith & Wesson nº 3 Schofield anch'esso adottato nel frattempo dai militari americani e nel cui tamburo leggermente più corto non entrava l'originaria .45 long progettata ad Hartford, sede della fabbrica Colt, e prodotta in Arsenale. Il revolver prodotto dalla Smith & Wesson era strutturalmente più debole del concorrente Colt, essendo il suo telaio incernierato superiormente e dotato di un chiavistello di blocco. La nuova versione della cartuccia dovette subire anche un piccolo incremento dimensionale al diametro del fondello per permettere un'espulsione dei bossoli più sicura nel revolver della Smith & Wesson, dotato di un espulsore a stella simultaneo.
La Cartridge for Colt's Revolver (già consegnata in circa tre milioni di pezzi ai depositi e ai reparti di cavalleria, con una stima forse esagerata del comandante dell'Ordnance) non fu però ritirata e queste due cartucce convissero per alcuni anni senza creare grossi problemi logistici. Negli anni '80 del 1900, durante gli scavi archeologici sul luogo della battaglia di Little Big Horn, avvenuta tra il 25 e 26 giugno del 1876, vennero ricuperati bossoli e qualche cartuccia carica appartenenti ad entrambe le versioni, anche se il reparto coinvolto nei combattimenti aveva al fianco solo il revolver della Colt. Questo prova, oltre ogni dubbio, che la Cavalleria teneva ancora immagazzinate, e usava, munizioni del primo tipo dopo oltre due anni dalle prime consegne. Quando si usa il termine .45 US Government cartridge, si intende naturalmente la seconda versione della .45 militare, quella col bossolo più corto, ormai scomparsa, che fu d'ordinanza nell'Esercito, nella Milizia e nella Cavalleria statunitense di quegli anni. L'esercito degli Stati Uniti utilizzò la seconda versione della cartuccia dall'inizio del 1875 (quando vi furono le prime consegne ai reparti) fino al 1892, quando venne sostituita dalla .38 Long Colt assieme al revolver M1892 (sempre della Colt) con funzionamento in doppia azione, tamburo basculante ed espulsore a stella simultaneo. Non venne però radiata completamente dal servizio (nei depositi ne rimasero stoccate molte decine di migliaia) e rimase in uso a reparti di seconda linea e alla Guardia Nazionale.
Va precisato che, al contrario dell'Esercito, la Marina da guerra statunitense (U.S. Navy) non ebbe mai in dotazione il revolver Colt ad azione singola in calibro .45, pur avendone acquistati alcuni esemplari per le prove. Il primo, ancora in calibro .44, fu acquistato nel marzo del 1873 al prezzo di 20 dollari, altri tre vennero comprati negli anni 1874-75 in calibro .45. Anche in questo caso senza nessuna successiva adozione. Sempre nel 1873, per mancanza di fondi, lo US Naval Ordnance (all'epoca la US Navy e lo US Army avevano strutture e finanziamenti per la sussistenza completamente autonomi e separati) fece modificare i propri revolver Colt con tamburo ad avancarica (in dotazione dalla Guerra Civile e conosciuti successivamente dai collezionisti come modello Navy 1861) per l'uso di una cartuccia a percussione centrale in calibro .38, nota col nome di .38 colt navy, poi .38 long colt costruita appositamente dalla Union Metallic Cartridge Co. Successivamente, nel 1889, tre anni prima dello U.S. Army, adottò il nuovo revolver della Colt in doppia azione, con espulsore simultaneo a stella e tamburo basculante, insieme alla cartuccia .38 a percussione centrale. La .45 US Government fu ripescata per un breve periodo assieme ai vecchi revolver Colt ad azione singola, nel frattempo smessi ma ancora nei magazzini e ricondizionati in arsenale con l'accorciamento della canna a 5 pollici e mezzo - 13 cm (mentre in origine era lunga 7 pollici e mezzo - 18 cm). Venne usata anche sul revolver a doppia azione M1902, conosciuto col nome commerciale di Modello 1878, sempre della Colt, appositamente acquistato durante le operazioni militari a Cuba e nelle Filippine durante la guerra tra Stati Uniti e Spagna. I militari americani non ebbero però mai al fianco questo revolver, usato solo dalle forze di polizia filippine.

## Sostituzione e conseguente uso civile
La cartuccia in calibro .45 venne abbandonata definitivamente dall'Esercito statunitense solo nel 1911 con l'adozione della nuova pistola semiautomatica (anch'essa Colt) camerata per la cartuccia .45 ACP, ufficialmente dismessa solo nel 1985. Già all'inizio del Novecento però, l'Esercito, resosi conto dell'insufficiente resa balistica della cartuccia in calibro .38 in uso, aveva cominciato a pensare ad una nuova adozione, ripristinando il calibro maggiore, spinto anche da un rapporto commissionato dai militari stessi (redattori J.T. Thompson e L.A. LaGarde) dal quale si evinceva che la cartuccia da pistola per uso di servizio doveva montare una palla avente diametro di 45 centesimi di pollice almeno e un peso minimo di 230 grani. Vennero quindi studiate a Frankford alcune versioni della vecchia .45 caricate con le moderne polveri infumi e una di queste venne adottata assieme al revolver a doppia azione della Colt denominato M1909, già presente sul mercato civile da qualche anno col nome di "New Service". Gli studi avevano portato anche, già nel 1905, alla nascita della cartuccia ".45 ACP", caricata con polvere infume e provata dai militari congiuntamente ad una pistola semiautomatica di nuovo progetto della Colt, chiamata M1905. Nel 1911 infine, i test sulla munizione e sui prototipi culminarono con l'adozione della pistola semiautomatica modello 1911 e della versione definitiva della cartuccia .45 ACP.
Pochi mesi dopo la firma del contratto con l'Esercito, nel luglio 1873, e proprio sulla scia di questo, la Colt diede il via alle vendite sul mercato civile del nuovo revolver anche se, almeno fino ai primi mesi dell'anno successivo, la produzione fu orientata quasi esclusivamente a soddisfare gli ordini del Governo. La Compagnia non perse l'occasione di sfruttare con metodo l'adozione dell'Esercito per la pubblicità di quest'arma. All'inizio le armi erano solo nel calibro .45. La cartuccia .45 commerciale (sempre molto popolare negli Stati Uniti e la cui produzione continua nel XXI secolo), immessa nel mercato assieme ai primi esemplari di revolver (che solo alla fine del 1800 avrebbero assunto il nome di Single Action Army), ricalcava dimensionalmente la prima versione militare, cioè quella abbandonata quasi subito e col bossolo leggermente più lungo, ma era dotata di una carica di lancio (all'epoca si trattava di polvere nera) che poteva superare abbondantemente i 30 grani e di una palla da 250-255 grani. Aveva inoltre, fin dall'inizio, l'innesco centrale esterno di tipo Berdan, usato ancora da qualche produttore di munizioni, mentre l'Esercito adottò questo tipo d'innesco per la propria cartuccia "Revolver Ball Cartridge Calibre .45" solo nel 1882. Il primo documento di cui si ha notizia nel quale si parla della cartuccia .45 commerciale è del 20 agosto del 1873, si tratta di una lettera tra il vice Presidente Colt e il sovrintendente della Union Metallic Cartridge Co. di Bridgeport conservata ai National Archives di Washington. Fu il primo produttore ad avere in catalogo questa cartuccia (il cui sviluppo avvenne in stretta sinergia con la Colt), seguito subito dopo dalla United States Cartridge Co. di Lowell, dalla Winchester e via via dagli altri. La prima fattura Colt che certifica una spedizione civile di quest'arma, ad un grosso rivenditore di New York, ha la data del 2 settembre 1873 e comprende nove revolver in calibro .45 con matricole comprese tra i numeri 31 e 60. La prima fornitura al governo americano è invece del novembre 1873. Si trattava del primo degli otto lotti destinati alla cavalleria: 1000 revolver divisi in 20 casse da 50 pezzi ognuna, più i ricambi, spediti via ferrovia all'Arsenale di Springfield e poi smistati ai reparti a partire dal marzo del 1874.